# خاویر سیوریو
خاویر سیوریو (انگلیسی: Javier Siverio؛ زادهٔ ۱۴ نوامبر ۱۹۹۷) بازیکن فوتبال اهل اسپانیا است.